# نادي مرباط الرياضي
نادي مرباط الرياضي هو نادٍ رياضي عُماني مقره في مرباط، عُمان. يُعتبر استاد السعادة ملعبهم الرئيسي، كما يعترفون أيضًا بمجمع صلالة الرياضي القديم كملعبٍ لهم. كلا الملعبين مملوكان للحكومة. يمتلك النادي أيضًا ملعبه الخاص ومعداته الرياضية، بالإضافة إلى مرافق التدريب الخاصة به.
يُعتبر نادي مرباط ناديًا متعدد الرياضات، حيث يُعرف بشكل أساسي بكرة القدم، ولكنه يشمل أيضًا رياضات أخرى مثل الهوكي والكرة الطائرة وكرة اليد وكرة السلة وكرة الريشة والاسكواش، على غرار العديد من الأندية الأخرى في سلطنة عُمان. لديهم أيضًا فريق شباب لكرة القدم يتنافس في دوري الشباب العُماني.
منذ تأسيس نادي مرباط، عُرف الفريق بارتداء طقم أبيض كامل مع خطوط حمراء (عادةً ما تكون درجة أغمق من الأحمر)، مما يميزهم عن جيرانهم نادي النصر (الطقم الأزرق)، ونادي الاتحاد (الطقم الأخضر)، ونادي ظفار (الطقم الأحمر). تعاقب على رعاية الفريق العديد من الشركات على مر السنين. حاليًا، تُعد شركة أديداس هي المزود الرسمي للأطقم الرياضية للفريق.